# غلاسهوته
غلسهوته (بالألمانية: Glashütte) هي قرية و بلدة ألمانية تقع في ألمانيا في سويسرا السكسونية-جبال الخام الشرقية ‏.[بحاجة لمصدر] يقدر عدد سكانها بـ 7,515 نسمة .

## المدن التوأمة
مدينة شرامبرغ هي مدينة توأمة لـغلسهوته.

## أعلام
- هانس بيتر كول
- وولف هيغمان